# 리히텐슈타인 여자 축구 국가대표팀
리히텐슈타인 여자 축구 국가대표팀은 리히텐슈타인을 대표하는 여자 축구 국가대표팀으로 리히텐슈타인 축구 협회에서 관리한다. 남자 대표팀과 마찬가지로 유럽 축구 최약체로 평가되고 있는 팀들 가운데 하나로 2021년 4월 11일 룩셈부르크와의 친선 경기에서 A매치 데뷔전을 가졌으며 이 경기에서 1-2로 패했다.

## 국제 대회 경력

### UEFA 여자 네이션스리그
아르메니아와의 2025년 UEFA 여자 네이션스리그 C 3조 1차전에서 국제 대회 데뷔전을 치른 후 6경기 1무 5패·4팀 중 최하위로 2025 시즌을 마무리했다.

## 국제 경기 최다 점수차 승리
2021년 6월 24일 홈에서 열린 지브롤터와의 친선전에서 4-1로 승리를 거두며 국제 경기 첫 승을 거둠과 동시에 리히텐슈타인 여자 축구팀 사상 국제 경기 최다 점수차 승리를 거두었다.

## 같이 보기
- 리히텐슈타인 축구 국가대표팀